# Light Switch
Light Switch（ライトスイッチ）は、アメリカ合衆国のシンガーソングライター、チャーリー・プースの2022年1月20日に発売されたスタジオ・アルバム「Charlie」の収録曲である。

## 概要
2021年9月、プースはTwitterのコメントに答える形でシングルは2022年にリリースされると明らかにした。同じ月にTikTokで使われ、曲の制作を記録していることを示した。この動画はプラットフォームで急速に広まり、2021年11月24日にこの曲の保存版が公開された。2022年1月18日、自身のソーシャルメディアアカウントで「Light Switch」のリリース日とカバーアートを公開した。
「Light Switch」は、チャートにはシンガポールで1位、マレーシアとベトナムでトップ10入りを果たした。カナダ、全世界、アイルランド、リトアニア、ニュージーランド、スウェーデン、スイス、イギリスでトップ40に達しBillboard Hot 100で27位に達した。
この曲はTikTokにて数多くの動画に使われた。